# Faro-et-Déo
Faro-et-Déo ist ein Département der Region Adamaua in Kamerun.

## Lage
Das Département befindet sich im Hochland von Adamaua, das auch der Region seinen Namen gab. Auf einer Fläche von 10.435 km² leben nach der Volkszählung 2001 66.442 Einwohner. Der Hauptort ist Tignère.
Der Bezirk ist nach den beiden Flüssen Faro und Mao Déo benannt, die dort ihr Quellgebiet haben.

## Gemeinden
- Galim-Tignère
- Mayo-Baléo
- Tignère
- Kontcha